# Gelbbauchbülbül
Der Gelbbauchbülbül (Chlorocichla flaviventris) ist eine 22 Zentimeter große Vogelart aus der Familie der Bülbüls.

## Aussehen
Diese Vögel haben ein olivgrünes Rückengefieder. Die Flügeloberseite ist ebenfalls grün, die Unterseiten der Flügel sind grau. Der Kopf ist grün. Die obere Schnabelhälfte des abwärts gebogenen Schnabels ist schwarz, die untere ist grau. Der Bauch, die Kehle und die Unterseite des Schwanzes sind gelb. Unter den Augen sind lange, dünne schwarze abstehende Federn vorhanden. Männchen und Weibchen unterscheiden sich äußerlich im Gefieder nicht voneinander. Die Jungvögel sind etwas blasser und einheitlich gefärbt.

## Verbreitung und Lebensraum

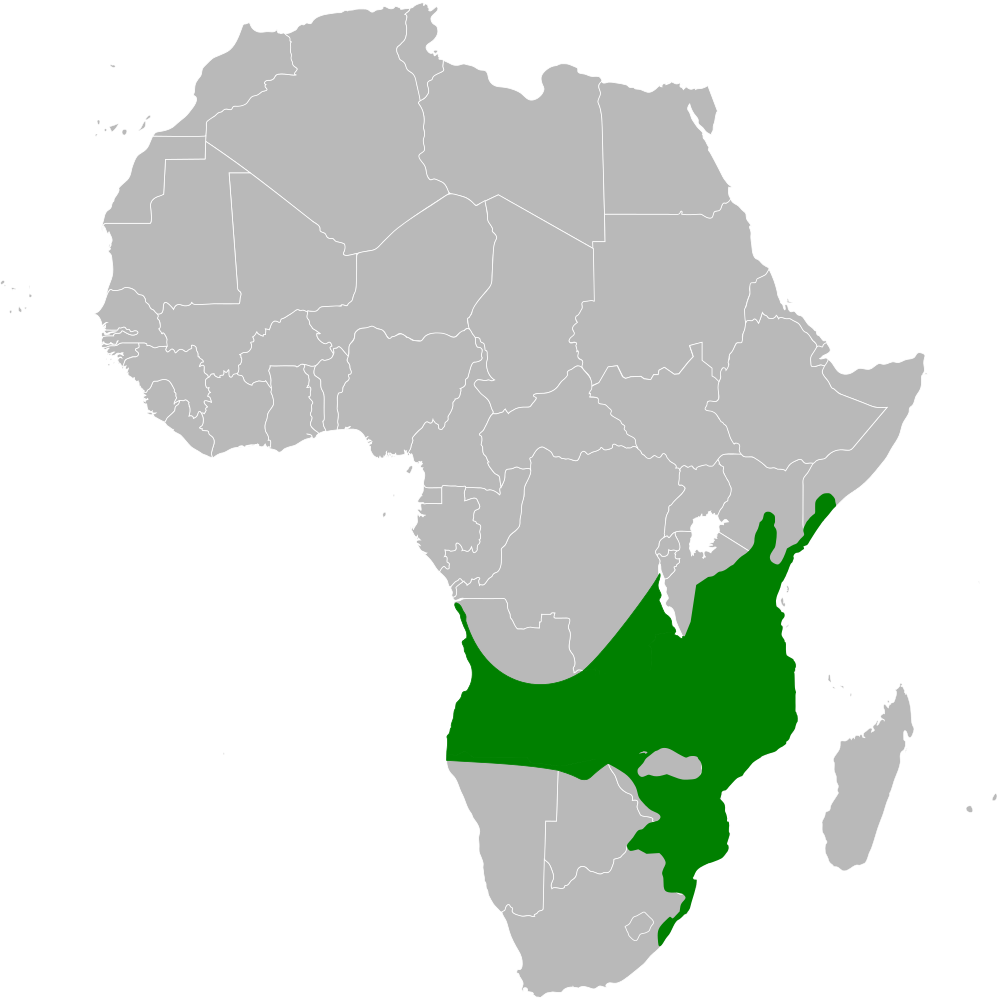
Verbreitungskarte des Gelbbauchbülbüls

Der Gelbbauchbülbül kommt in Afrika von Tansania bis Namibia vor. Diese Art bewohnt die dortigen Wälder mit dichtem Unterholz, kommt aber auch in der Buschvegetation an den Küsten vor.

## Lebensweise

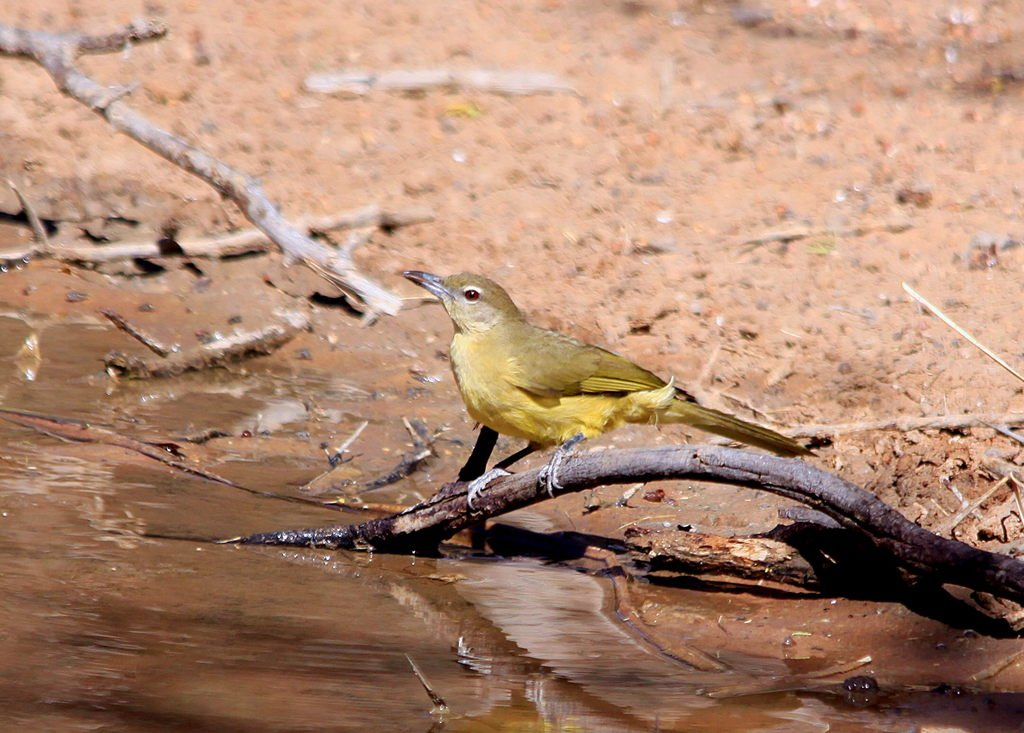
Gelbbauchbülbül an einem Wasserloch

Diese Art lebt paarweise oder in kleinen Gruppen zusammen. Sie suchen meist versteckt im Unterholz nach Samen und Beeren. Manchmal krallen sie sich an die Baumrinde wie Spechte, um dort nach Insekten zu suchen. Wenn ein Feind z. B. Greifvogel oder Hauskatze sie bedroht, rotten sie sich enger zusammen, vollführen Scheinangriffe und vertreiben ihn mit lautem Rufen. Die Lebenserwartung beträgt ca. 3 Jahre.

## Fortpflanzung
Während der Brutzeit finden sich die Vögel in kleineren Gruppen zusammen. Das kleine Nest besteht aus dünnen Zweigen, Gras- und anderen Pflanzenhalmen und wird mit Gräsern ausgepolstert. Es wird von den Vögeln gut versteckt im Unterholz angelegt. Das Gelege umfasst 2 Eier. Die Brutdauer beträgt bis zu 2 Wochen. Danach verbleiben die Jungen noch bis zu 18 Tage im Nest.

## Unterarten
Es sind drei Unterarten bekannt:
- Chlorocichla flaviventris centralis Reichenow, 1887[2] ist im Süden Somalias bis in den Norden Mosambiks verbreitet.
- Chlorocichla flaviventris occidentalis Sharpe, 1882[3] kommt im Nordwesten Angolas bis in den Westen Tansanias südlich bis in den Nordwesten Namibias, den Norden Botswana, dem Norden Südafrikas und das zentrale Mosambik vor.
- Chlorocichla flaviventris flaviventris (Smith, A, 1834)[4] kommt im Osten Südafrikas und dem Süden Mosambiks vor.

Chlorocichla zambesiae Shelley, 1896 und Chlorocichla flaviventris ortiva Clancey, 1979 werden heute als Synonyme für C. f. occidentalis betrachtet.

## Gefährdung
Aufgrund ihrer weiten Verbreitung und weil für diese Art keine Gefährdungen bekannt sind, stuft die IUCN diese Art als ungefährdet (Least Concern) ein.